# Ranto Nalinjang
Ranto Nalinjang is een bestuurslaag in het regentschap Mandailing Natal van de provincie Noord-Sumatra, Indonesië. Ranto Nalinjang telt 626 inwoners (volkstelling 2010).